# Голованов, Дмитрий Дмитриевич
Дми́трий Дми́триевич Голова́нов (1921, Горлово — 1988) — советский историк, кандидат исторических наук. Участник Великой Отечественной войны, старший лейтенант административной службы.

## Биография
В 1940—1947 годах служил в РККА.
В 1953 году окончил Московский государственный историко-архивный институт, в 1956 году защитил кандидатскую диссертацию на тему «Борьба рабочего класса за восстановление угольной промышленности Донбасса в 1921—1925 годах».
В 1957—1966 годах был старшим научным сотрудником, затем заместителем начальника отдела, начальником отдела, помощником начальника главка Главного архивного управления МВД СССР. В 1966—1970 годах был заместителем директора ВНИИДАД по научной работе, в 1970—1973 годах — директором ВНИИДАД.

## Награды
- 2 сентября 1943 — медаль «За боевые заслуги».
- 19 апреля 1944 — орден Красной Звезды.
- 19 апреля 1945 — орден Отечественной войны II степени.
- 9 мая 1945 — медаль «За победу над Германией в Великой Отечественной войне 1941—1945 годов».
- 9 июня 1945 — медаль «За взятие Берлина».
- 9 июня 1945 — орден Отечественной войны I степени[1].